# Dame Sarr
Elhadji Dame Sarr (Oderzo, Italia, 4 de junio de 2006) es un jugador de baloncesto italiano. Su posición natural es la de alero, y pertenece a la plantilla de los Duke Blue Devils, en la Atlantic Coast Conference de la  División 1 de la NCAA. 

## Trayectoria deportiva
Es un base formado en las categorías inferiores del Orange 1 Bassano. En verano de 2022, Sarr firmó con el FC Barcelona.
En la temporada 2022-23, alternaría el equipo junior de primer año con el  FC Barcelona B de Liga EBA. 
El 22 de enero de 2023, hace su debut en Liga Endesa con el FC Barcelona en una victoria por 88 a 78 frente al Covirán Granada, en los que el italiano participó en 24 segundos. Además, se convirtió en el segundo debutante más joven del Barça en la ACB. En la jornada 6 de la Euroliga 2023-24, debutó en la competición frente al Panathinaikos B.C., jugando el último minuto y medio de partido.
El 2 de marzo de 2025 consiguió 21 puntos, 3 asistencias y un rebote, convirtiéndose así en el segundo jugador de la historia del FC Barcelona en anotar 20 puntos en un partido teniendo 18 años o menos, tras José Luis Galilea, y además el segundo jugador de esa edad en la historia de la ACB en lograr 20 puntos sin ninguna pérdida de balón, tras Kristaps Porzingis.
El 18 de abril de 2025, tras haber abandonado la disciplina del equipo para disputar en Estados Unidos el Nike Hoop Summit, el club y el jugador llegaron a un acuerdo para la rescisión de su contrato.
Tras rescindir su contrato con el  Fútbol Club Barcelona, el 22 de mayo de 2025 se comprometió con la universidad norteamericana Duke para disputar la siguiente temporada en la  NCAA. 

### Selección nacional
En 2022, disputó el EuroBasket Sub-16, en el que Sarr promedió 14,8 puntos, 4,4 rebotes y 2,2 asistencias por partido con la selección italiana. 